# Neualbenreuth
Neualbenreuth là một đô thị trong huyện Tirschenreuth bang Bayern, Đức.